# Meessiinae
Meessiinae es una subfamilia de   lepidópteros glosados del clado Ditrysia perteneciente a la familia Tineidae.

## Géneros
| - Afrocelestis - Agnathosia - Agoraula - Augolychna - Bathroxena - Clinograptis - Diachorisia - Doleromorpha - Emblematodes - Epactris - Eudarcia - Galachrysis | - Homosetia - Homostinea - Hybroma - Infurcitinea - Ischnoscia - Isocorypha - Leucomele - Lichenotinea - Maculisclerotica - Matratinea - Mea - Meneessia - Montetinea | - Nannotinea - Novotinea - Oenoe - Omichlospora - Oxylychna - Pompostolella - Stenoptinea - Tenaga - Tineiforma - Trissochyta - Unilepidotricha - Xeringinia |